# Zheng Yecheng
Zhèng Yèchéng   (chinesisch 郑业成; * 26. August 1993 in Jilin (Stadt)) ist ein chinesischer Schauspieler. Er absolvierte die National Academy of Chinese Theatre Arts mit dem Hauptfach Chinesische Oper.

## Karriere
Zheng Yecheng gab 2012 sein Schauspieldebüt in dem Film The Cosplayers. Anschließend wurde er in seiner ersten Fernsehserie A Legend of Chinese Immortal besetzt.
Mit seiner Rolle als Wang Cai in der beliebten Xianxia-Fernsehserie Swords of Legends machte er erstmals auf sich aufmerksam. Im selben Jahr spielte er in dem Familiendrama He and His Sons eine Hauptrolle und gewann Anerkennung für seine Rolle als rebellischer Teenager.
Weitere Anerkennung erlangte er mit seiner Rolle als Nan Xianyue in dem erfolgreichen Xianxia-Romanze-Drama The Journey of Flower. Ebenfalls 2015 spielte er in dem historischen Drama The Legend of Mi Yue die Hauptrolle als Song Yu.
Zhengs Yechengs Breakout-Rolle war in der romantischen Comedy-Serie Love O2O, wo er durch seine Figur Senior Beauty bekannt wurde. Im selben Jahr spielte er in seiner ersten Hauptrolle in Huajianghu, einer Live-Action-Webserie basierend auf dem gleichnamigen Anime.
Er traf dann wieder mit The Journey of Flower Co-Star An Yuexi in der Fantasy-Comedy-Webserie Let's Shake It zusammen. Trotz niedrigem Budget wurde die Serie unerwartet populär und erhielt positive Kritiken.
2018 spielte Zheng Yecheng an der Seite von Janice Wu in dem Fantasy-Actiondrama An Oriental Odyssey. 2019 spielte er in dem historischen Politdrama Royal Nirvana mit.
Im Jahr 2019 spielte er die Hauptrolle in dem Xianxia-Romanzdrama Love of Thousand Years und dem historischen Liebesdrama The Sleepless Princess.

## Filmografie

### Film
| Year | Englischer Titel   | Chinesischer Titel | Rolle         | Anmerkungen |
| ---- | ------------------ | ------------------ | ------------- | ----------- |
| 2013 | The Cosplayers     | 百万爱情宝贝       | Bang Bangtang |             |
| 2015 |                    | 一半一半，爱情未满 | Xiao Mo       | Short film  |
| 2016 | Guardians of Night | 王牌御史之猎妖教室 | Ye Yan        | [ 16 ]      |

### Fernsehserie
| Year | Englischer Titel                 | Chinesischer Titel   | Rolle                   | Network                                       | Anmerkungen |
| ---- | -------------------------------- | -------------------- | ----------------------- | --------------------------------------------- | ----------- |
| 2014 | The Romance of the Condor Heroes | 神雕侠侣             | Xiao Wang               | Hunan TV                                      | Uncredited  |
| 2014 | Swords of Legends                | 古剑奇谭             | Wang Cai                | Hunan TV                                      |             |
| 2014 | A Legend of Chinese Immortal     | 剑侠                 | Lan Caihe               | Jiangsu TV                                    |             |
| 2014 | He and His Sons                  | 半路父子             | Gao Wan                 | Dragon TV, Zhejiang TV, Anhui TV, Shenzhen TV |             |
| 2015 | Seventeen Blue                   | 会痛的十七岁         | Wang Ziqiao             | Youku                                         | [ 17 ]      |
| 2015 | Intouchable                      | 男神执事团           | Yu Zaochuan             |                                               | [ 18 ]      |
| 2015 | The Journey of Flower            | 花千骨               | Nan Wuyue / Nan Xianyue | Hunan TV                                      |             |
| 2015 | The Legend of Mi Yue             | 芈月传               | Song Yu                 | Beijing TV, Dragon TV                         |             |
| 2016 | Revive                           | 重生之名流巨星       | Li Xiao                 | Tencent                                       | [ 19 ]      |
| 2016 | Singing All Along                | 秀丽江山之长歌行     | Deng Yu (young)         | Jiangsu TV                                    | [ 20 ]      |
| 2016 | Love O2O                         | 微微一笑很倾城       | Hao Mei                 | Dragon TV, Jiangsu TV                         |             |
| 2016 | Huajianghu                       | 画江湖之不良人       | Li Xingyun              | iQiyi                                         |             |
| 2017 | The Song                         | 恋恋阕歌             | Du Chunsheng            | Mango TV                                      |             |
| 2017 | Lost Love in Times               | 醉玲珑               | Linglong Shi            | Dragon TV                                     | Cameo       |
| 2017 | Let's Shake It                   | 颤抖吧，阿部         | Tang Qingfeng           | Youku                                         |             |
| 2018 | Let's Shake It 2                 | 颤抖吧阿部之朵星风云 | Tang Qingfeng           | Youku                                         |             |
| 2018 | An Oriental Odyssey              | 盛唐幻夜             | Mu Le / Ah Ying         | Tencent                                       |             |
| 2019 | Royal Nirvana                    | 鹤唳华亭             | Gu Fengen               | Youku                                         |             |
| 2020 | Love of Thousand Years           | 三千鸦杀             | Fu Jiuyun               | Mango TV, Youku                               |             |
| 2020 | The Sleepless Princess           | 离人心上             | Xue Yao                 | Mango TV                                      | [ 22 ]      |
| 2020 | Farewell to Yunjian              | 别云间               | Gu Fengen               | Youku                                         | [ 23 ]      |
| 2021 | Stealth Walker                   | 玫瑰行者             | Zhang Xian He           | Youku                                         | Hauptrolle  |
| 2021 | Crossroad Bistro                 | 北辙南辕             | Zhao He Nan             | iQiyi                                         |             |
| 2021 | Love Under the Full Moon         | 满月之下请相爱       | Xu Xiao Dong            | iQiyi                                         | Hauptrolle  |
| TBA  | Mirror: Twin Cities              | 镜·双城              | Zhen Lan                | Tencent                                       | [ 25 ]      |
| TBA  | Zhu Qing Hao                     | 祝卿好               | Shen Yan                | iQiyi                                         | Hauptrolle  |
| TBA  | Ban Cheng Feng Yue               | 半城风月             |                         |                                               | Hauptrolle  |
| TBA  | An Eternal Thought               | 一念永恒             |                         | Youku                                         | Hauptrolle  |